# Hans Järta
Hans Järta (Husby, 11 febbraio 1774 – Uppsala, 6 aprile 1847) è stato un politico svedese.
È stato consigliere di Gustavo IV e membro della Accademia Reale Svedese delle Scienze. Ha avuto un ruolo rilevante nel redigere la Costituzione svedese del 1809.